# Куренец
Куренец (бел. Куранец) — агрогородок в Вилейском районе Минской области Беларуси. Административный центр Куренецкого сельсовета. Население 962 человека (2009).

## География
Агрогородок находится в 6 км к северо-востоку от центра города Вилейка. Через посёлок протекает небольшая река Пелла, приток Вилии. В Куренце есть ж/д станция на линии  Полоцк — Вилейка — Молодечно. Через посёлок проходит шоссе Р29 Ушачи — Докшицы — Вилейка, ещё одна дорога ведёт к агрогородку Любань.

## История

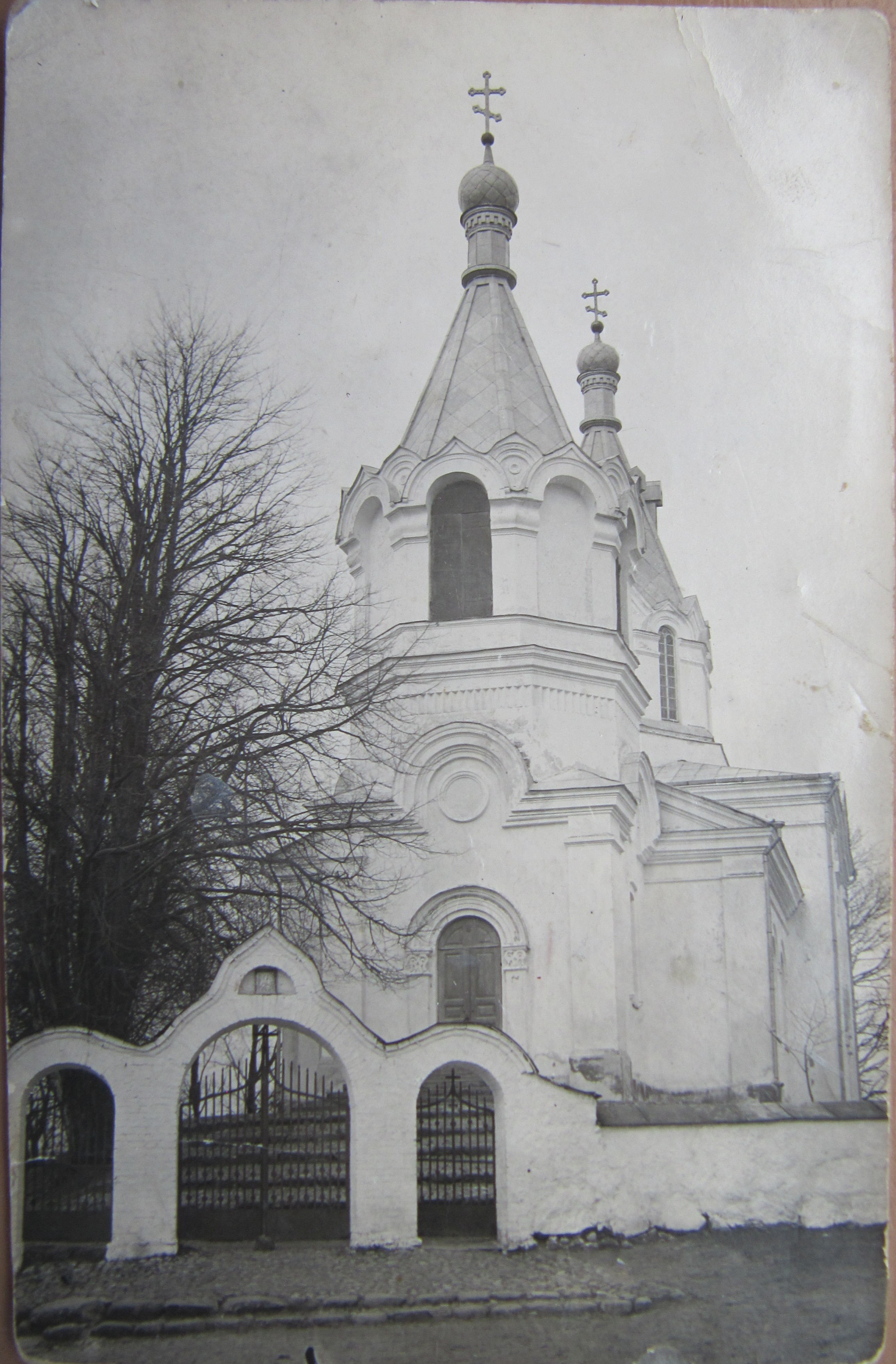
Православная церковь Рождества Богородицы. Фото 1938 года

Первое письменное упоминание о местечке Куренец датируется 1436 годом. В дарственной грамоте великого князя Сигизмунда Кейстутовича виленскому кафедральному костелу Святого Станислава от 2 февраля 1436 года упоминается волость Куренец, озеро Нарочь, ручей Нарочь («districtum Kureniecz», «lacu Norocz», «flavium Norocz»).
В грамоте великого князя Александра подтверждается купчая пана Яна Юревича в 1493 году земли в Куренце:
« Александр Божию. Бил нам чолом пан Троцкий, наместник Полоцкий, пан Ян Юревич, а поведал нам, иж купил у пана Андрея Олехновича Римовидовича четвертую часть, а с братьи его у Кривичах, в Жосне и в Курянцы…»
В 1539 году Ян Михайлович, владелец Куренца, основал здесь костёл Рождества Пресвятой Девы Марии. В 1652 году на его месте была построена новая деревянная католическая церковь. В XVII веке Куренец получил статус города.
С 1795 года Куренец входил в состав Вилейского уезда Российской империи.
В 1810 году местечко было восстановлено после пожара стараниями минского губернатора Сулистровского, владельца Куренца и имения Шеметово.
Согласно костельным записям, в 1849 г. в куренецком приходе насчитывалось 2 000 душ обоего пола. В этом же году умерло 25 мужчин и 21 женщина. Родились 16 мальчиков и 8 девочек. Служб было всего 5. В 1855 году Куренец вместе с близлежащим фольварком Геленув принадлежал пани Юшкевичевой.
В 1861 году имение Курженец с деревней в Вилейском уезде принадлежал помещику Гурчину. В имении насчитывалось 135 крепостных душ мужского пола (в том числе 6 дворовых) и 25 дворов, в том числе 19 издельных и 6 оброчных. Всего удобной земли в имении было 386 десятин (по 2,9 десятины на душу). Величина денежного оброка составляла по 1 рублю 50 копеек с каждого двора. С изельных дворов взимались по 2 курицы и 20 яиц. Пригона отбывалось 156 дней со двора для крепостных мужского и женского пола. Сгона было по 6 дней с души (для издельных) и по 12 дней со двора (для оброчных). Натуральные повинности для издельных дворов были следующие: 1) Две подводы на 180 верст; 2) Ночной караул поочередно и строительных по 3 дня пеших и столько же упряжных. Натуральные повинности с оброчных были другие: 1) Строительных по 2 дня упряжных и 2 дня пеших; 2) Ночной караул поочередно и к дойке коров поочередно.
После восстания 1863 года деревянный католический храм XVII века был закрыт. В 1866 году здание передано православной церкви. Во второй половине XIX века в Куренце была построена ещё одна православная церковь, каменная, освящённая во имя Рождества Богородицы (сохранилась до нашего времени).
В XIX веке здесь проводились большие ярмарки. Состоянием на 1866 год в Куренце было 208 домов, действовала волостная управа, две церкви, церковно-приходская школа.
В XIX веке большинство населения Куренца стали составлять евреи: в 1847 году здесь проживало 844 еврея, в 1897 году — уже 1613, что составляло 90,9 % населения местечка. Часть евреев Куренца были любавичскими хасидами. Основными занятиями еврейского населения были ремёсла и торговля.
В 1874 году здесь родился живописец Лев Альперович.
После подписания Рижского мирного договора (1921) Куренец перешёл в состав межвоенной Польши, где стал центром гмины Вилейского повета Виленского воеводства. Деревянный храм XVII века в период нахождения Куренца в Польше был возвращён католикам, в послевоенное время разобран, а на его месте построено здание колхозной конторы. В 1923 году польские власти возвели памятник в виде бетонного креста на могиле участников восстания 1863 года (сохранился). 
С 1939 года посёлок в составе БССР. 
15 января 1940 года стал центром Куренецкого района (с 1946 в Вилейском районе).

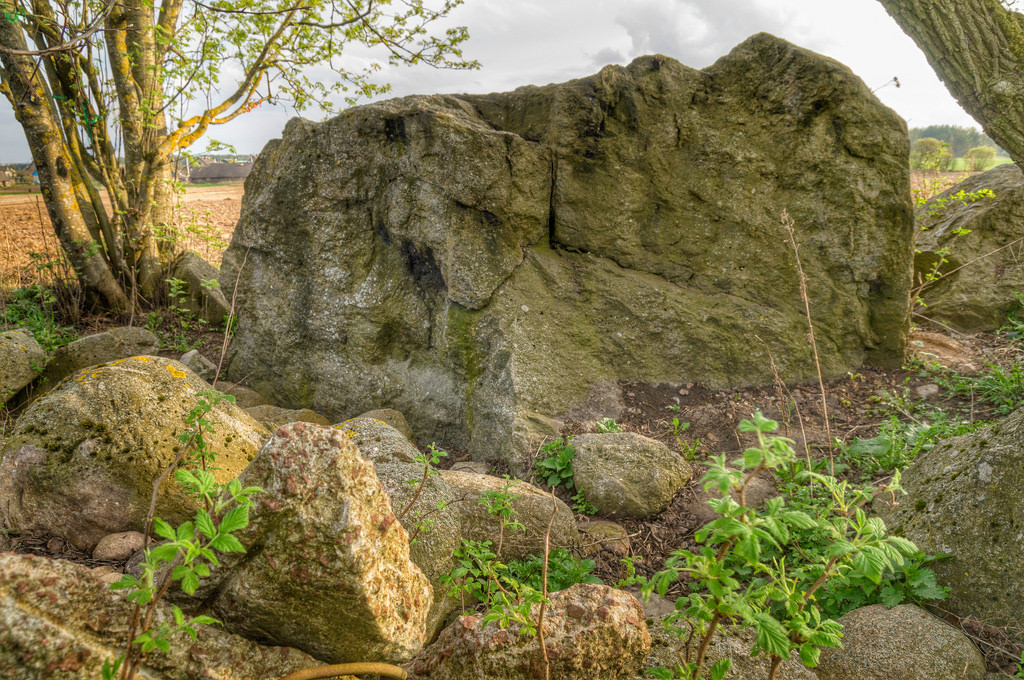
Валун «Гомсин камень»

В годы Великой Отечественной войны Куренец находился под немецкой оккупацией с июня 1941 по июль 1944 года. Большая часть еврейского населения была расстреляна в местном гетто или вывезена и убита в Вилейском гетто
В 1972 году здесь было 446 дворов и 1427 жителей, в 1997 году 493 двора и 1137 жителей.

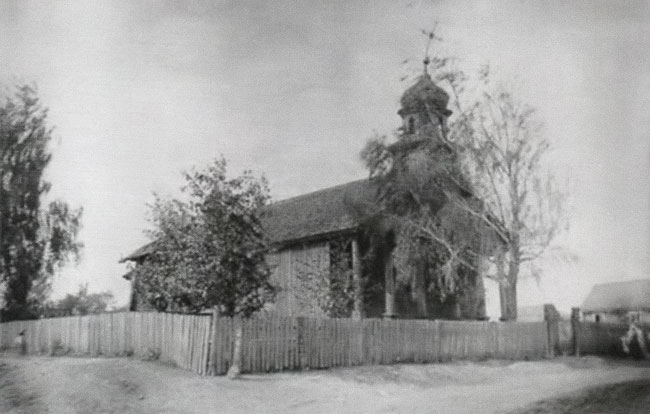
Католический храм 1652 года (не сохранился). Фото начала XX века

## Культура
- Музей ГУО "Куренецкая средняя школа"

## Достопримечательности
- Православная церковь Рождества Богородицы (1870). Вторая половина XIX века, русский стиль.
- Костёл Пресвятой Девы Марии Матери Костела (2016)
- Памятник участникам восстания 1863 года
- Валун «Гомсин Камень»[5] — памятник природы
- Братская могила советских воинов и партизан
- Польское солдатское кладбище войны 1919—1921 года
- Еврейское кладбище
- Мемориальная доска Льву Альперовичу

#### Утраченное наследие
- Костёл Девы Марии (1652, 1810, 1928)

## Галерея

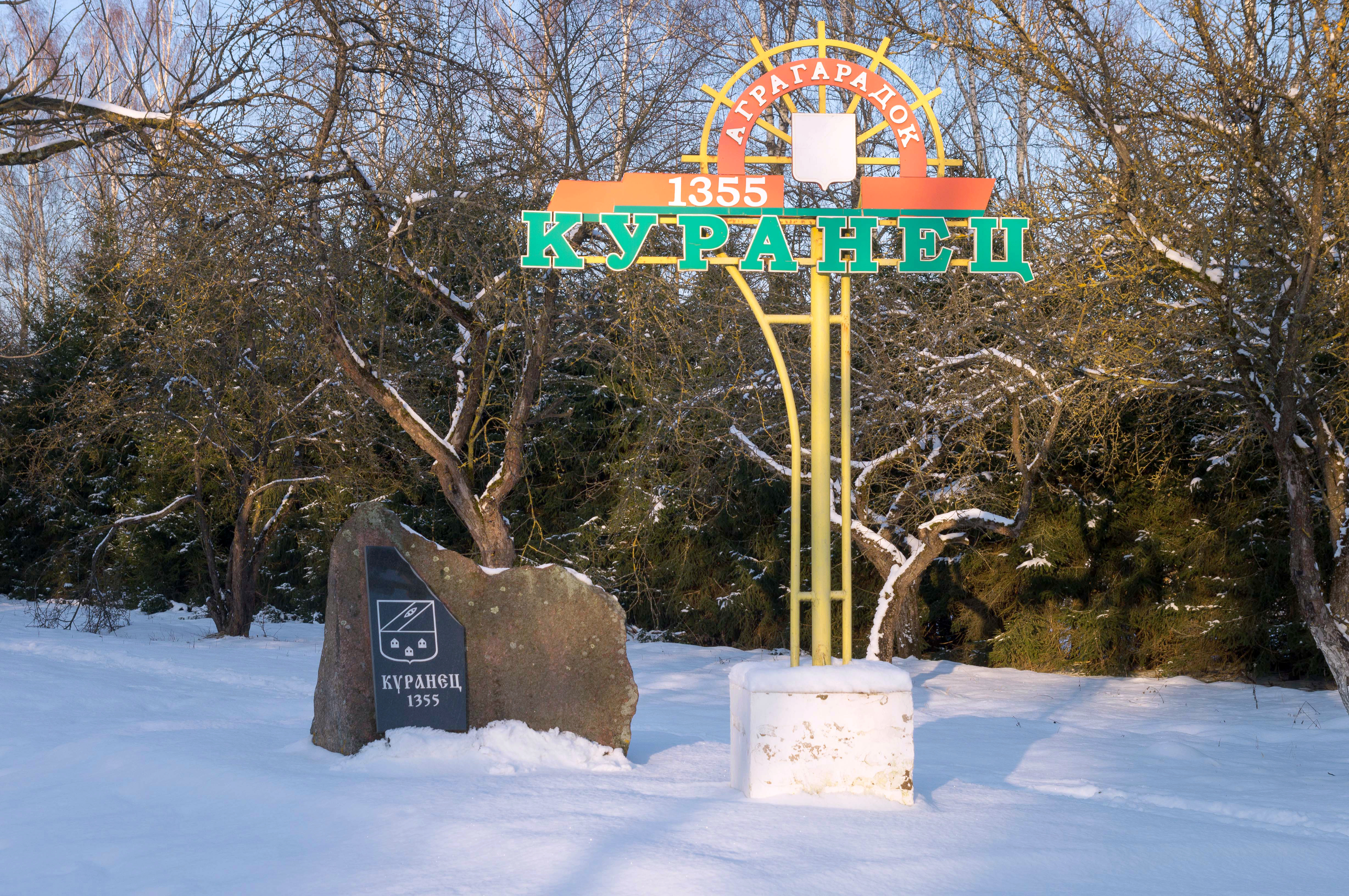
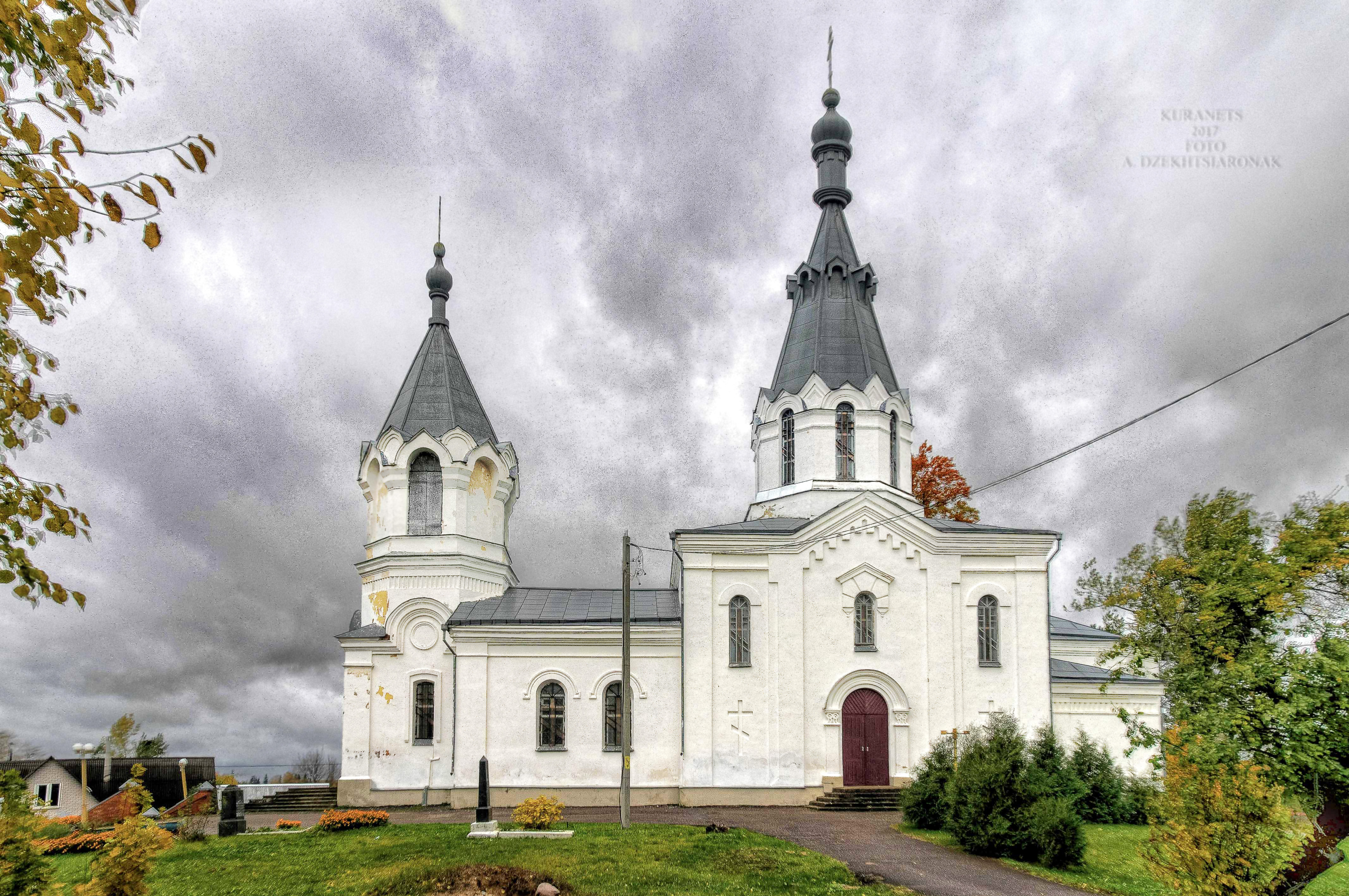
Православная церковь Рождества Богородицы
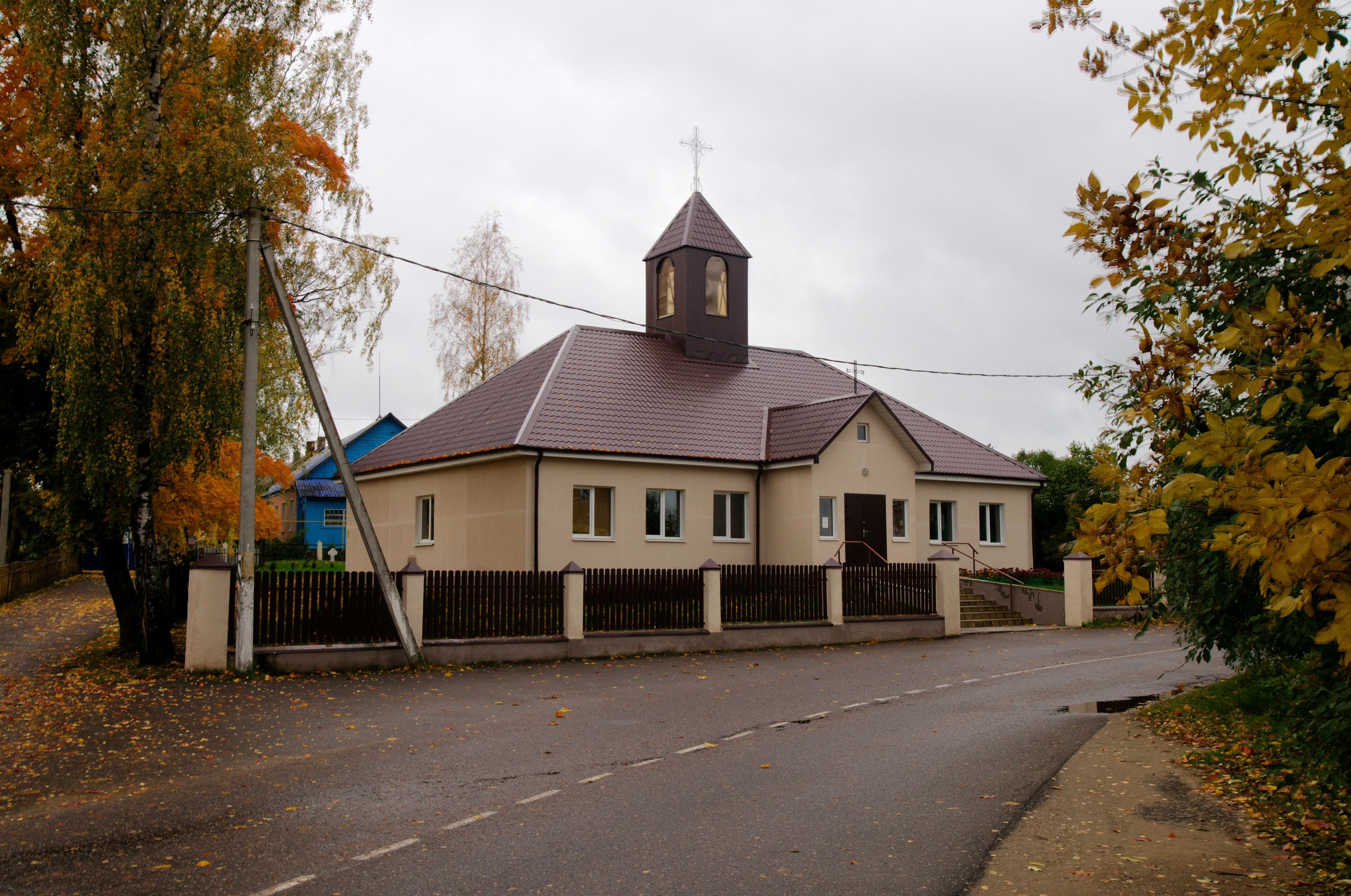
Костёл Пресвятой Девы Марии Матери Костела

## Известные уроженцы
- Порудолинская, Ольга Борисовна (1906—1978) — советская актриса театра и кино. Заслуженная артистка РСФСР.
- Барух Цукерман (1887—1970) — лидер рабочего сионизма, политический деятель, редактор.
- Анатолий Ефимович Артимович (1940 р.) — минский художник, скульптор.